# Yorckstraße
Yorckstraße – ulica w Berlinie, w Niemczech, w dzielnicach Schöneberg (okręg administracyjny Tempelhof-Schöneberg) oraz Kreuzberg (okręg administracyjny Friedrichshain-Kreuzberg). Została wytyczona w 1862, liczy 1,4 km. Nazwa pochodzi od pruskiego feldmarszałka Johanna Ludwiga Yorcka von Wartenburga.
Przy ulicy znajduje się stacja kolejowa i stacja metra Berlin Yorckstraße.